# Hermánszeg
Hermánszeg község Szabolcs-Szatmár-Bereg vármegyében, a Fehérgyarmati járásban.

## Fekvése
Hermánszeg a Szatmári-síkságon fekvő középkori eredetű, Szamos-háti település. Szamossályi község keleti oldalán, a szabályozás előtti Szamos egyik nagy kanyarulatánál, a Holt-Szamos jobb partján, Mátészalkától 23 km-re K-DK-re fekszik.

### Megközelítése
Budapest irányából a 4-es főúton, Nyíregyházán át Vásárosnamény felé, majd Rohodnál a 49-es útra térve, Mátészalkán keresztül Kocsord irányába, innen a 491-es úton Fehérgyarmatig, majd Szamossályin át Hermánszegre érünk. Vasúton Nyíregyházától Fehérgyarmatig, onnan naponta rendszeres autóbuszjárattal közelíthető meg.

### Természeti értékei
A táj szépségét az ártéri növénytársulások, ligeterdők, régi folyómeder-maradványok gazdag vízivilág változatossága jellemzi, amely helyenként érintetlenül pompázik.
A természetbarátok a környéken olyan növény-ritkaságokat is megfigyelhetnek, mint a fehér tündérrózsa, a európai zergeboglár, a pázsitlevelű nőszirom, az erdei madárhúr és a csomós palka.
A bokros, ligeterdős, rétekkel tarkított terep kisebb vadakban igen gazdag: sok a nyúl, a fácán, a fogoly, szárcsa, vadkacsa és más víziszárnyas, de ugyanakkor vaddisznók, őzcsapatok, rókák is fellelhetők. A természetfotósok lencsevégre kaphatnak halászó gémet, néha kócsagot is, kisebb ragadozó madarakat, héját és rétisast is.
A Szamos holt medre, amely Szamossályi és Hermánszeg között található, igazi halban gazdag horgászparadicsom: márna, kecsege, keszeg, harcsa, csuka, ponty, süllő akadhat horogra.

### Éghajlata
Mérsékelten hűvös és a mérsékelten meleg öv határán fekszik.
Az évi középhőmérséklet 9,6-9,7 °C, a napsütéses órák száma 1960-1970. Az uralkodó szélirány az északi és a déli, a csapadék mennyisége 650–670 mm.

### Talaja
Fiatal, nyers öntéstalaj.

## Nevének eredete
Nevének Hermán előtagja a hadfi, harcos jelentésű Hermann személynévből származhat, a "szeg" utótag pedig éles folyókanyart jelent, mely utal a Szamos melletti földrajzi elhelyezkedésére.

## Története
A település legkorábbi írásos említése 1314-ben történik egy határjárás során Hermánszegh alakban.
1315-ben a hűtlenség vádjába esett Barsa nembeli Kopasz nádor birtokát Károly Róbert király Tamás beregi és ugocsai főispánnak adományozta.
A korabeli feljegyzésekben megemlítik, hogy a falunak az 1350-es években révje volt a Szamoson.
A 15. században azonban már a váradi püspök és káptalan a falu földesura.
1611-ben Mellich Péter és neje kapta meg királyi adományként. Lányunokájuk báró Barkóczy Zsigmond felesége lesz, így Hermánszeg a Barkóczyakra száll. Egészen a 19. század közepéig az ő birtokuk.
Közben a II. Rákóczi György halála utáni zavaros időkben a szatmári német várőrség a falut kirabolja.
Érdekesség még a faluról, hogy Szatmár vármegye katonai leírói 1782-1785 között feljegyezték, hogy a "kissé magas törzsű tölgyerdő mellett egy településnél folyó Szamos gyakran kiáradt. A (Fehér)Gyarmatról Csengerre egy magányos csárdánál vezető országút az áradásokat kivéve jól járható, a jánki országúton a réteken néhány rossz hidat találtak."
Fényes Elek geográphiai szótára a 18. század közepi állapotát mutatja Hermánszegnek "Szatmár vármegyei magyar falu a rónaságon 288 lakossal. Nyolc telkes gazda bír 320 hold első osztályú szántóföldet, 33 hold irtásföldet, gyümölcsösei is szépek. A jánki uradalomhoz tartozik."
A Szatmár vármegyei monográfiában Hermánszeg úgy szerepel, mint magyar kis község a Szamos jobb partján. Házainak száma 65, lakosaié 393. Határa 415 hold.
Korábban a Szamos vize teljesen körbefogta a községet és csak egy helyen lehetett kimenni a faluból.
A Szamos rendszeres árvizeivel többször részben vagy teljesen elpusztította Hermánszeget. A település mégis újjáépült, megváltozott arculata.
Az 1902-es folyószabályozásnak köszönhetően csak az 1970-es nagy árvíz veszélyeztette a lakosságot, azonban a víz lakott területeket akkor sem ért el.
Legutóbb az 1998-as tavaszi tiszai árvíz és az azt követő téli hatalmas és hosszantartó havazás és hófúvások miatti védekezés tette próbára a lakosságot. A hóolvadás miatti rendkívüli helyzetben a víz ismét teljesen körbezárta a települést, a fő út víz alatt volt. Így a falu néhány napra el volt vágva a külvilágtól.
A község újkori történelméhez hozzátartozik az első és második világháború kirobbanása és a hadköteles korú férfiak bevonulása, amely szinte minden családot érintett.
A hősi halottak pontos számáról adat nincs, mert sokan a háborúból hazatérve rokkantan, sebesülten, a háborúban szerzett betegség miatt itthon hunytak el. Így a ténylegesen háborúkban elesetteknek és a háborút megjárt hősöknek állított emléket 2000-ben az önkormányzat a református temető emlékparkjában.
A hősi emlékművet társadalmi munkában helybeli mesterek készítették. A megemlékezés virágait, koszorúit a hozzátartozók és az önkormányzat itt helyezheti el.

## Közélete

### Polgármesterei
- 1990–1991: Ifj. Nagy Bálintné (független)[3][4]
- 1991–1994: Biró Ferenc (független)[5]
- 1994–1998: Biró Ferenc (független)[6][7]
- 1998–2002: Badar László (független)[8][9]
- 2002–2006: Badar László (független)[10][11]
- 2006–2010: Badar László (független)[12][13]
- 2010–2014: Badar László (Fidesz–KDNP)[14]
- 2014–2017: Badar László (Fidesz–KDNP)[15][16]
- 2017–2019: Győrfi Erzsébet (független)[17][18]
- 2019–2024: Kiss Erika (független)[19]
- 2024– : Kiss Erika (független)[1]

A településen 2017. szeptember 10-én időközi polgármester-választást tartottak, az előző polgármester halála miatt.
A 2019-es választás érdekessége volt, hogy a polgármesteri posztért kilenc jelölt indult, ami abban az évben országos rekordnak számított.

## Népesség
A település népességének változása:
| Lakosok száma | 240  | 232  | 246  | 245  | 226  | 232  | 226  |
|               | 2013 | 2014 | 2015 | 2021 | 2022 | 2023 | 2024 |

2001-ben a település lakosságának 99%-a magyar, 1%-a cigány nemzetiségűnek vallotta magát.
A 2011-es népszámlálás során a lakosok 93,2%-a magyarnak, 3% cigánynak, 2,5% románnak, 0,4% ukránnak mondta magát (6,8% nem nyilatkozott; a kettős identitások miatt a végösszeg nagyobb lehet 100%-nál). A vallási megoszlás a következő volt: római katolikus 4,7%, református 82,6%, görögkatolikus 1,3%, felekezeten kívüli 0,4% (9,7% nem válaszolt).
2022-ben a lakosság 89,4%-a vallotta magát magyarnak, 8% cigánynak, 0,9% ukránnak, 0,9% románnak, 0,4% szerbnek (10,6% nem nyilatkozott; a kettős identitások miatt a végösszeg nagyobb lehet 100%-nál). Vallásuk szerint 4,4% volt római katolikus, 45,1% református, 0,9% evangélikus, 0,4% ortodox, 4% felekezeten kívüli (45,1% nem válaszolt).

## Nevezetességei
- műemlékjellegű református templom és fa-harangláb a Hősök útja 8. szám alatt található. Az épületet és a népies késő barokk stílusú berendezését a papi családból származó Vasvári Ódor Gábor készítette 1797-1799 között.

Hermánszeg református egyházáról 1501-ből való az első írásos említés.
A reformáció Jánkról a Drágffyak birtokáról juthatott ide. Előbb anyaegyház volt, majd 1725-től, mint Jánk fíliáját említik.
A falu korábbi temploma a temetővel átellenben fából épült, azonban leégett.
1796-ban Barkóczy Ferenc és János grófok 154 négyszögölnyi földet adományoztak templomhelyül, ahová a hermánszegiek közköltségen egy csinos téglatemplomot emeltek, melynek alapját 1797. május 15-én tették le.
Az épületet 1799. augusztus 9-én fejezték be Dányádi András gondnok, Simai Mihály főbíró és Simai László egyházfi buzgalma folytán. Építője a már említett Vasvári Ódor Gábor volt.
A templom nyugati végénél áll az egyszerű, négy oszlopon nyugvó, alul deszkával burkolt, vízvezető eresszel övezett sátortetős fa harangláb, amely az 1800-as években épült és 1999-ben felújították.
A harangláb két harangot hordoz. Az egyik harang felirata „A hermánszegi ref.egyház saját költségén öntette 1855.”
A másik harangon ez olvasható: „A hermánszegi Ekkla a maga költségén öntette 1812.” Ez a harang elhasadt és ujra öntette Csepelyi Antal Mándon. A harangöntés költségét részben tengerentúli adományból fedezték.
A 200 éves felújított hermánszegi templomban 1999. június 29-én hálaadó istentiszteletet tartottak, ahol az igét dr.Bölcskei Gusztáv püspök, az egyház lelkészi elnöke hirdette. Az eredeti szépségében pompázó templom felújítási költségeit a szatmári egyház-megye, az önkormányzat és a gyülekezet biztosította. Az ünnepségen Szécsi András lelkipásztor és családja úrvacsorai kannát és kenyérosztó tányért adományozott a gyülekezetnek. Így emlékeztek meg a közel két évtizedes hermánszegi szolgálatukról.
A jubileumra Dányádi Gyula gondnok és neje gyönyörű úrasztali, szószéki, mózesszéki terítőt adományozott Isten dicsőségére az egyházközségnek.